# Краснознамёнец
Акционерное общество «Научно-производственное предприятие «Краснознамёнец» (АО «НПП «Краснознамёнец») — российское предприятие, научно-исследовательский, опытно-экспериментальный, испытательный и производственный комплекс по разработке и промышленному освоению изделий военного и гражданского назначения в области средств инициирования, воспламенения и взрывания.
Входит в состав государственной корпорации «Ростех».

## История
В 1840 году русская армия была переведена на капсюльное стрелковое оружие, но с капсюлями зарубежного производства. Собственное производство капсюльных изделий должно было избавить Россию от закупок такого рода. Решение о строительстве первого в России капсюльного завода было оформлено приказом императора по военному ведомству за № 703 от 17 августа 1843 г. «Об устройстве Заведения по выделке ударных колпачков и мастерской для приготовления затравочных стержней». Взрывоопасное производство разместили рядом с действующим Охтинским пороховым заводом на окраине Санкт-Петербурга. За первый год работы более 7 млн. капсюлей.
12 августа 1871 г. Охтинское капсюльное заведение было передано в подчинение Санкт-Петербургскому патронному заводу, и далее именовалось  Капсюльным отделом Санкт-Петербургского патронного завода.
В 1895 г. на территории, прилегающей к реке Охте было заложено производство по изготовлению новых в то время бризантных ВВ — пикриновой кислоты (1896 г.) и тротила (1908 г.), а после того как было налажено их производство, организовано наполнение боеприпасов этими взрывчатыми веществами.
9 апреля 1896 г. Главная распорядительная комиссия по перевооружению армии предложила объединить  капсюльное производство с пороховым заводом. Приказом по артиллерии № 75 от 30 апреля 1896 г. Капсюльный отдел Санкт-Петербургского патронного завода был выделен из состава этого завода и присоединен к Охтинским пороховым заводам. Объединенные заводы получили название «Охтинские заводы для выделки пороха и взрывчатых веществ». Из-за организационных и производственых трудностей уже через 5 лет после объединения Охтинские заводы были разделены на два самостоятельных завода: Охтинский пороховой завод и Охтинский завод взрывчатых веществ.
К 1904 г. завод был в числе ведущих предприятий по объемам выпускаемой продукции и числу работающих на нем, он выпускал около 50 наименований изделий различного назначения.
Перед началом и во время русско-японской войны 1904—1905 гг. выпуск изделий на заводе возрос, концу войны выпуск одних только капсюлей к трехлинейным винтовочным патронам превышал 300 млн. шт.
С началом Первой мировой войны капсюльное производство работало безостановочно в полную силу, но в 1916 г. из-за растущего числа заказов ГАУ, отсутствия сырья и нехватки топлива произошел спад производства, предприятие стало работать с большими простоями. С конца 1917 г. завод начал эвакуироваться, поскольку нависла угроза захвата Петрограда немцами, а нормальная работа стала невозможна из-за трудностей военного времени. В начале 1918 г. завод полностью прекратил работу. Оборудование было вывезено на Нижегородский завод взрывчатых веществ.
В октябре-ноябре 1918 г. часть оборудования реэвакуировали в Петроград и в декабре 1918 г. возобновили производство винтовочных и револьверных капсюлей. К концу 1918 г. почти все родственные заводы контролировались интервентами и белогвардейцами, в 1919 г. из-за сложной военной обстановки на заводе введено чрезвычайное положение, но капсюльное производство не было остановлено. За обеспечение Красной Армии боеприпасами (90%) в годы Гражданской войны Охтинский капсюльный завод одним из первых в стране, был награждён орденом Трудового Красного Знамени в 1921 г. В честь первой правительственной награды в 1927 г. завод был переименован в «Краснознамёнец». 
В 1929 г. организовано промышленное производство азида свинца и разработан технологический процесс получения ТНРС. В предвоенные годы коллектив завода был включен в выполнение программ по перевооружению армии и флота. Специалистами «Краснознамёнца» были разработаны, освоены в промышленном производстве и переданы на вооружение более 200 высокоэффективных средств инициирования для различных типов боеприпасов. В 1940 г. «За образцовое выполнение правительственных заданий по укреплению обороноспособности страны» завод был награждён орденом Ленина.
В годы Великой Отечественной войны коллектив предприятия проявил редкий героизм и стойкость. Под массированными ударами вражеской авиации и крупнокалиберной дальнобойной артиллерии на заводе бесперебойно снаряжались боеприпасы различных типов и назначения: боевые отделения торпед, морские мины, авиационные бомбы, снаряды, гранаты, знаменитые реактивные снаряды к системам «Катюша». В условиях блокады создавались новые высокоэффективные изделия. Указом Президиума Верховного Совета СССР от 30.12.1943 г. завод был награждён орденом Красной Звезды.
Деятельность предприятия в послевоенный период характеризуется резким ростом объёма научных исследований и опытно-конструкторских разработок, направленных на создание новых и перспективных средств инициирования для боеприпасов, ракетно-космической и авиационной техники, военно-морского вооружения, взрывателей и взрывательных устройств. Глубокие исследования с привлечением академических и образовательных институтов в области физики твёрдого тела, детонации и кумуляции, позволили создать средства инициирования нового поколения с улучшенными тактико-техническими требованиями по быстродействию, миниатюризации и термостойкости. В это же время были заложены основы перспективного научного направления – создания средств и систем разделения жестких связей в объектах ракетно-космической техники на основе детонирующих удлинённых зарядов и разрывных болтов. В период с 1960 г. по 1990 г. в составе боеприпасов, вооружения и военной техники ежегодно принималось на снабжение Советской Армии и Военно-Морского Флота от 9 до 15 новых средств инициирования. Для обеспечения взрывного бурения глубоких и сверхглубоких скважин были разработаны и внедрены в народное хозяйство термостойкие детонирующие шнуры, защищенные взрывные патроны. К началу 1990-х годов номенклатура выпускаемых средств инициирования составила около 680 изделий.

## Этапы развития
- 1843—1871 — Охтинское капсюльное заведение (в составе Охтинского порохового завода)
- 1871—1896 — Капсюльный отдел Санкт-Петербургского патронного завода
- 1896—1901 — Охтинские заводы для выделки пороха и взрывчатых веществ
- 1901—1917 — Охтинский завод взрывчатых веществ
- 1917—1924 — Охтинский капсюльный завод
- 1924—1927 — Центральный опытный завод порохов и взрывчатых веществ
- 1927—1939 — Завод «Краснознамёнец», (завод № 5)
- 1941—1945 — Завод № 5 и Завод № 522
- 1945—1956 — Завод № 5 и СКТБ-5
- 1956—1958 — ГСКТБ-5
- 1958—1967 — Завод «Краснознамёнец» (п/я 622, СКТБ и завод № 522)
- 1967—1970 — Завод «Краснознамёнец» (п/я В-8854) и КБХП (п/я В-8475)
- 1970—1975 — Ленинградский научно-исследовательский институт химического приборостроения (ЛНИИХП) (п/я В-8475)с опытным заводом «Краснознамёнец» (п/я В-8854)
- 1975—1992 — НПО «Краснознамёнец» (ЛНИИХП и п/я А-7491)
- 1992—1993 — ГП «Краснознамёнец»
- 1993—1999 — ГНПП «Краснознамёнец»
- 1999—2011 — ФГУП «НПП «Краснознамёнец»
- 2011—2015 — ОАО «НПП «Краснознамёнец»
- с 2015 года — АО «НПП «Краснознамёнец»

## Санкции
Из-за вторжения России на Украину предприятие находится под санкциями всех стран Евросоюза. 21 февраля 2024 года предприятие включено в санкционный список Канады против организаций связанных с военно-промышленным комплексом». Также предприятие находится под санкциями Украины и Швейцарии.

## Награды
- Орден Ленина (17 апреля 1940)
- Орден Красного Знамени (1921), впоследствии заменён на Орден Трудового Красного Знамени (учреждён 7 сентября 1928)
- Орден Красной Звезды (30 декабря 1943)
- Почётная Грамота Президиума Верховного Совета Российской Федерации (12 июля 1993)[5]

## Продукция
«Краснознаменец» в разные годы занимался разработкой и производством различных средств инициирования:
- капсюли:

- воспламенители
- подрывные
- электроподрывные
- ударные

- изделия для горно-рудной промышленности
- капсюли-воспламенители к патронам для нарезного и гладкоствольного оружия, в частности 7,62 × 54 мм R для пулемёта «Максим», ДП, СВТ-40, 7,62 × 25 мм ТТ для ППШ, ППД, 7,62 × 39 мм для АК и др.